# 渡辺千恵子
渡辺 千恵子（わたなべ ちえこ、1928年9月5日 - 1993年3月13日）は、日本の平和運動家。1945年8月9日の長崎原爆投下における、著名な被爆者の1人である。長崎原爆乙女の会副会長。被爆し、下半身不随になりながらも、車椅子生活で核廃絶運動の先頭に立った。

## 人物
1928年に長崎県長崎市銅座町に生まれる。16歳の時、学徒動員で働いていた三菱電機製作所 本工場(長崎市平戸小屋町、現：長崎市丸尾町)で被爆し、崩れた建物の下敷きになって脊椎を骨折、下半身不随になった。1955年に「長崎原爆乙女の会」の結成に参加し、それ以降、被爆者運動、原水爆禁止運動を行う。1956年8月9日、長崎市で開かれた「第2回原水爆禁止世界大会」において、被爆時の体験をスピーチした。その時の草稿は今も残されている。このスピーチで注目を集めた彼女は、国内だけでなく米ニューヨークでなど海外でも活躍を見せた。1982(昭和57)年第2回国連軍縮特別総会では、「核兵器は人間そのものを否定する」と述べた。1993年3月13日に死去（享年64）。なお、渡辺の半生を表現した合唱組曲として「平和の旅へ」がある。
2025年4月26日、渡辺千恵子の菩提寺である長崎市寺町にある延命寺で、語りと歌で表現した組曲「平和の旅へ」が供養演奏された。2025年は、渡辺千恵子の33回忌であり、組曲「平和の旅へ」は創作40年を迎えた。

## 著書
- 「長崎に生きる (“原爆乙女” 渡辺千恵子の歩み)」（新日本新書）ISBN 9784406058858
- 「長崎を忘れない」（草土文化）
- 「長崎に燃えよ、オリンポスの火」（草土文化、共著）
- 「長崎よ、誓いの火よ (車いすの平和の旅) 」（草の根出版会）